# Setodes trilobatus
Setodes trilobatus är en nattsländeart som beskrevs av Yang och Morse 1989. Setodes trilobatus ingår i släktet Setodes och familjen långhornssländor. Inga underarter finns listade i Catalogue of Life.